# Társastánc
A társastánc (angolul: ballroom dance) egy gyűjtőfogalom. Egy közösség szórakozását szolgáló páros vagy csoportos tánc. Többféle csoportosításuk van, a legelterjedtebb a WDC kategorizálása.

## Történetük
- Az angol ipari forradalom után Angliából indult el a falusi táncok (country dance) divatja. Az 1848-as európai forradalmak váltak népszerűvé a paraszti eredetű páros táncok, mint a keringő, a polka és a báli csárdás. A 20. század fordulójától terjedtek el – a dzsesszel együtt – a foxtrott. Kialakultak latin-amerikai, afrikai illetve az afro-kubai eredetű táncok.
- Az első tánc-világbajnokságot 1909-ben rendezték, Párizsban. Az 1970-es évektől divattánc-versenyeket is rendeznek (pl. break, diszkó).[2]

## A WDC osztályozása
A WDC (World Dance Council) által szabályozott nemzetközi szalontánc versenyeken alkalmazott kategóriák a következők:

### Nemzetközi standard
- Angol keringő
- Tangó
- Bécsi keringő
- Foxtrott
- Quickstep

### Nemzetközi latin
- Samba
- Cha cha cha
- Rumba
- Paso doble
- Jive

### „Divattánc” kategória
- West Coast Swing
- Salsa
- Bachata
- Merengue
- Mambó
- Boogie-woogie
- Rock and roll
- Ceroc